# Arlette Accart
Pour les articles homonymes, voir Accart.
 (décembre 2009).
Si vous disposez d'ouvrages ou d'articles de référence ou si vous connaissez des sites web de qualité traitant du thème abordé ici, merci de compléter l'article en donnant les références utiles à sa vérifiabilité et en les liant à la section « Notes et références ».
Arlette Accart, née Arlette Marie Rose Accart le 6 décembre 1926 à Paris 18e et morte le 9 avril 1957 Paris 13e, est une actrice et présentatrice de télévision française (2e photo en partant du haut, de la page ci-dessous référencée).

## Biographie
Le 25 mai 1949, un concours en direct à la télévision fait d'Arlette Accart et de Jacqueline Joubert les deux premières speakerines de la télévision française. Épouse de Jean-Jacques Cheippe, elle divorce.
Arlette Accart met fin à ses jours le 9 avril 1957, à l'âge de 30 ans, en absorbant le contenu de plusieurs tubes de médicaments, ainsi qu'en ouvrant la canalisation de gaz (qu'elle a néanmoins pu refermer avant de succomber…) à l'intérieur de son appartement parisien. D'après les membres de sa famille, elle aurait déjà tenté auparavant de se donner la mort, puis avait promis de ne plus renouveler son geste. Elle est inhumée au cimetière parisien d'Ivry.

## Filmographie

### Cinéma
- 1946 : Sylvie et le Fantôme de Claude Autant-Lara
- 1948 : Impasse des Deux-Anges de Maurice Tourneur
- 1949 : L'Herbe à la Reyne de Pierre Gaspard-Huit - court métrage -
- 1949 : Plus de vacances pour le bon dieu de Robert Vernay
- 1951 : Coupable ? d'Yvan Noé : Line Walter

### Télévision

#### Animatrice de télévision
- 1949-1950 : Speakerine (RTF Télévision)

## Théâtre
- 1948 : La Ligne de chance d'Albert Husson, mise en scène Michèle Verly, Théâtre Gramont
- 1953 : Les Pavés du ciel d'Albert Husson, mise en scène Christian-Gérard, théâtre des Célestins